# Rhododendron wrayi
Rhododendron wrayi är en ljungväxtart som beskrevs av George King och Gamble. Rhododendron wrayi ingår i släktet rododendron, och familjen ljungväxter. Inga underarter finns listade i Catalogue of Life.